# Paolo Rosario Farrugia
Paolo Rosario Farrugia (* 22. August 1836 in Caccia, Gozo; † 21. Dezember 1907) war ein maltesischer römisch-katholischer Geistlicher und Weihbischof im Bistum Malta.

## Leben
Er empfing am 17. Dezember 1859 das Sakrament der Priesterweihe.
Papst Pius X. ernannte ihn am 3. Juni 1907 zum Titularbischof von Hamatha und bestellte ihn zum Weihbischof in Malta. Die Bischofsweihe spendete ihm am 7. Juli desselben Jahres der Kardinalstaatssekretär Rafael Merry del Val y Zulueta; Mitkonsekratoren waren Albino Angelo Pardini CRL, ehemaliger Bischof von Foligno, und Antonio Valbonesi, ehemaliger Bischof von Urbania e Sant’Angelo in Vado.
Nur fünf Monate nach seiner Bischofsweihe starb Paolo Rosario Farrugia.